# Fitosteroli

L'ergosterolo, un fitosterolo

I fitosteroli sono un gruppo di steroli che possono essere ritrovati nelle piante. Nella categoria vengono normalmente inclusi anche gli "stanoli" vegetali. I fitosteroli e fitostanoli si ritrovano in piccole quantità ed a seconda del processo di raffinazione negli oli derivati da vegetali di diverse famiglie: Leguminosae, Graminacee, Pedaliaceae ecc.
Gli oli vegetali con le più alte concentrazioni di fitosteroli riportati nel Codex Alimentarius sono:
| Oli non raffinati con le più alte concentrazioni di steroli | Oli non raffinati con le più alte concentrazioni di steroli |
| Olio                                                        | concentrazione totale di steroli (mg/kg)                    |
| ----------------------------------------------------------- | ----------------------------------------------------------- |
| Olio di riso                                                | 10500-31000                                                 |
| Olio di semi di mais                                        | 7000-22100                                                  |
| Olio di colza a basso tenore di acido erucico               | 4500-11300                                                  |

I principali fitosteroli sono:
- Colesterolo
- β-sitosterolo
- Campesterolo
- Stigmasterolo
- Brassicasterolo
- Delta-5-Avenasterolo
- Colestanolo
- Sitostanolo
- Campestanolo
- Eritrodiolo
- Uvaolo
- Betulina
- Clersterolo
- 24-Metilene colesterolo
- Delta-5-24-Stigmastadienolo
- Delta-7-Stigmastenolo
- Delta-7-Avenasterolo
- Delta-7-Campesterolo
- Delta-5-23-Stigmastadienol

Il profilo degli steroli cambia notevolmente da vegetale a vegetale e può essere utilizzato per riconoscere le eventuali adulterazione degli oli vegetali.
La concentrazione di colesterolo è comunque molto inferiore di quella dei fitosteroli più comuni, che a seconda della pianta possono essere: β-sitosterolo, Brassicasterolo, Campesterolo, Delta-5-Avenasterolo.
I fitosteroli presentano un ampio spettro di utilizzo, essendo usati sia nei prodotti cosmetici sia come additivi alimentari e medicinali per ridurre i livelli di colesterolo.

## Effetti sulla salute
L'Autorità europea per la sicurezza alimentare(EFSA) ha concluso che il colesterolo nel sangue può essere ridotto in media dal 7 al 10,5% consumando da 1,5 a 2,4 grammi di steroli e stanoli vegetali al giorno. Gli scienziati hanno rilevato che l'effetto è generalmente accertato entro le prime 2-3 settimane. Gli studi, riferiti a periodi che arrivano a 85 settimane, mostrano che l'effetto potrebbe perdurare per tutto il periodo in esame.
L'indicazione sulla salute: 
"È stato dimostrato che gli steroli vegetali e gli esteri di stanoli vegetali riducono il colesterolo nel sangue. L'ipercolesterolemia costituisce un fattore di rischio per lo sviluppo di malattie cardiache coronariche."  
può essere riportata sugli alimenti nel mercato dell'Unione europea.
Nonostante la capacità nell'abbassare il colesterolo LDL sia ben nota, un effetto benefico dei fitosteroli nei confronti delle malattie cardiovascolari e della mortalità è oggetto di controversia scientifica.
La sitosterolemia, o fitosterolemia, è una rara patologia a carattere autosomico recessivo caratterizzata da un aumento dei valori ematici e tissutali di fitosteroli.